# Château de Porto Palermo
Le château de Porto Palermo (en albanais : Kalaja e Porto Palermos) est un château près d'Himarë dans le sud de l’Albanie. Il est situé dans la baie de Porto Palermo, à quelques kilomètres au sud d'Himarë, le long de la Riviera albanaise. 
Le Huffington Post a classé Porto Palermo au premier rang des quinze destinations européennes méconnues en 2014. La zone ainsi que la plage de Llamani seront proclamées zone protégée ayant le statut de paysage protégé par le gouvernement albanais. C'est la garnison la mieux conservée érigée par Ali Pacha dans la région.

## Histoire

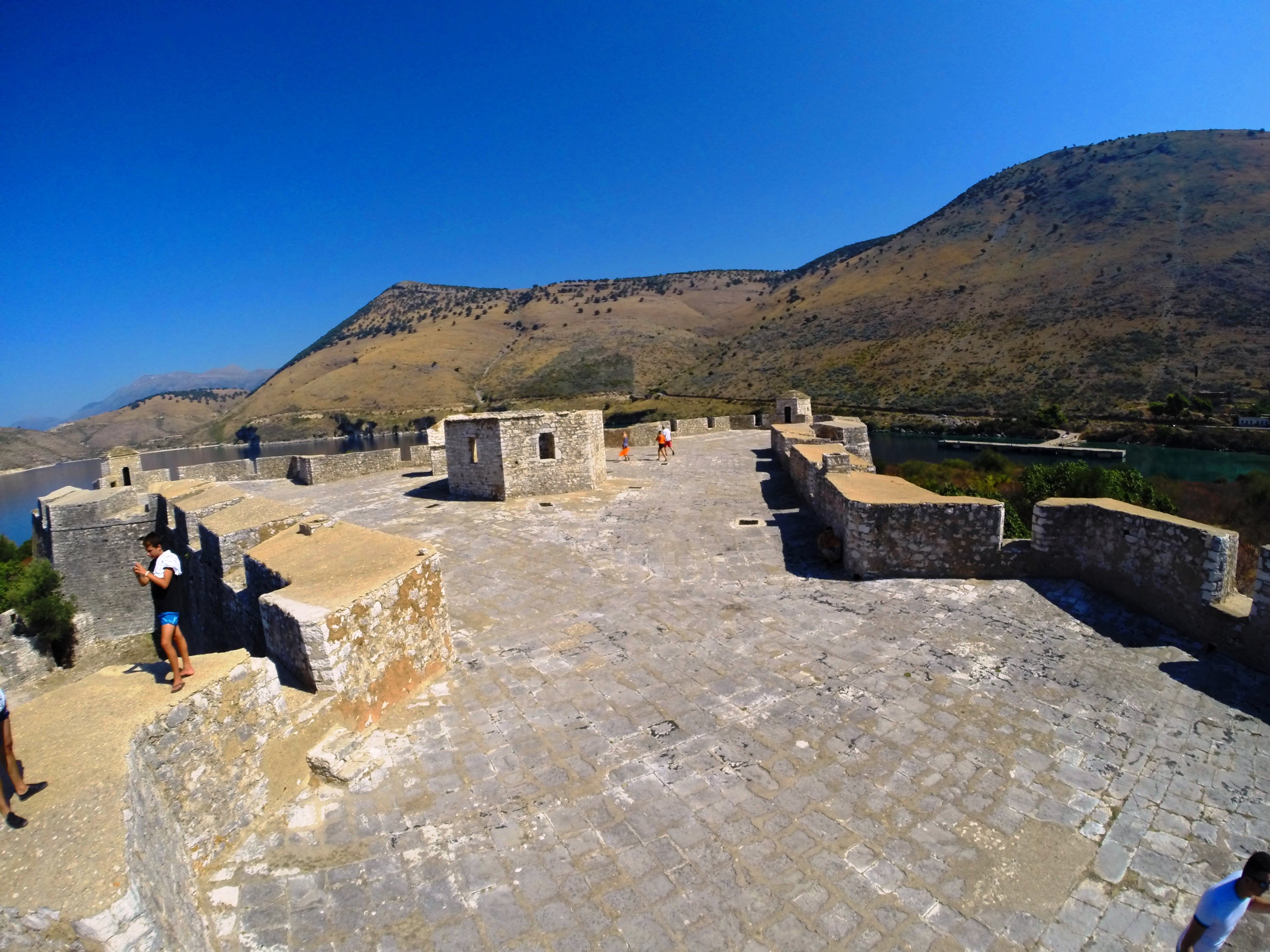
Vue depuis l'intérieur du château.

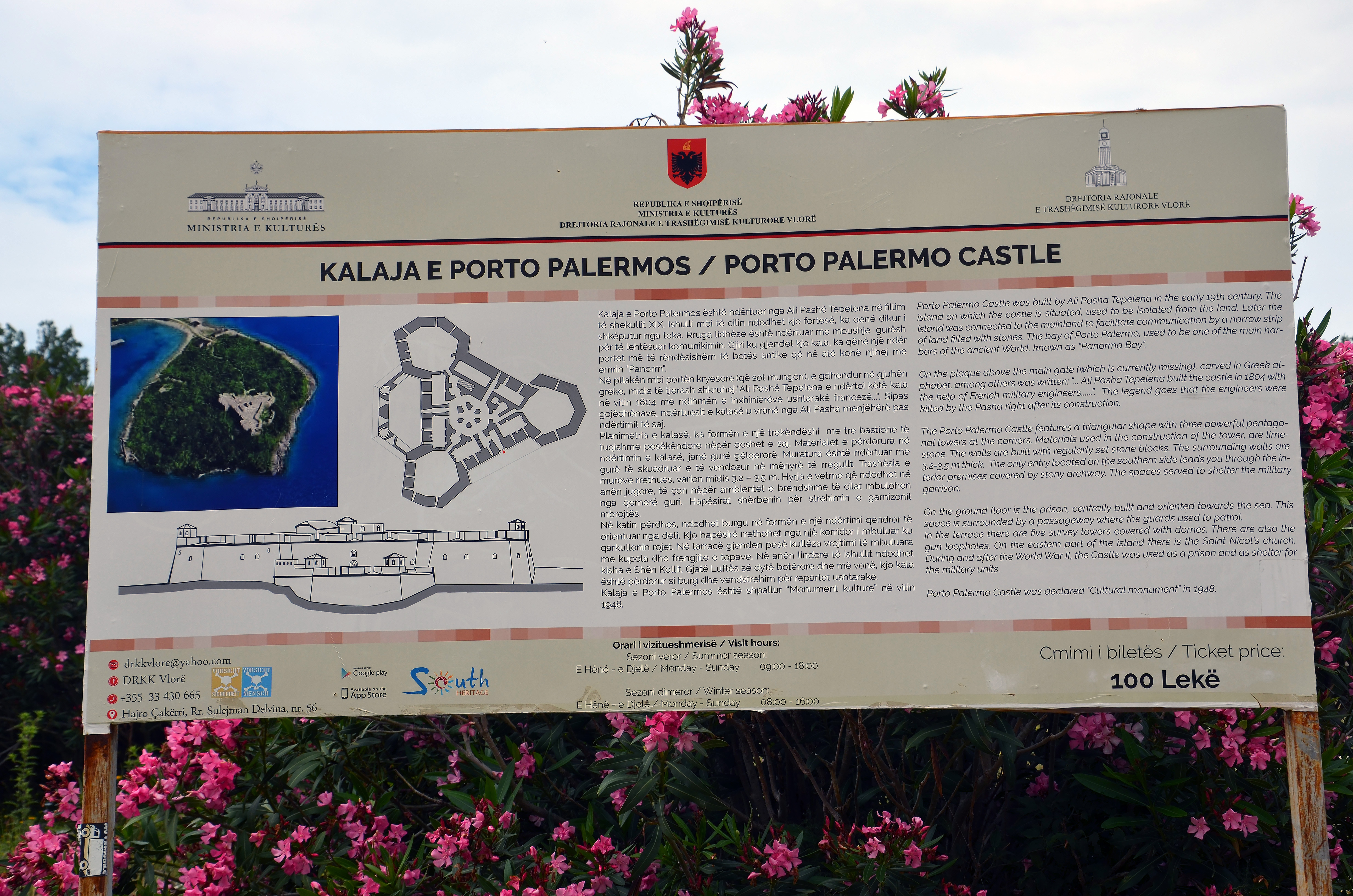
Plan du château.

En raison de sa position stratégique, les rives de Porto Palermo ont été utilisées à des fins défensives depuis l'Antiquité jusqu'à la Seconde Guerre mondiale.
Le château de Porto Palermo est situé près d'Himara, dans le sud de l'Albanie. Il est situé dans la baie fermée de Porto Palermo, à quelques kilomètres au sud d'Himarë et forme presque une île reliée au continent par une étroite bande de terre. Le fort servait d'ancienne base sous-marine soviétique pendant le régime communiste en Albanie, et aujourd'hui son tunnel et sa caserne semi-abandonnés attirent l'attention des visiteurs, ainsi que les murs et les portes de la forteresse construite par le puissant Ali Pacha d'Ioannina.

## Littérature
La construction du château par Ali Pacha a été saluée par le poète grec et membre de la cour d'Ali Pacha, Ioannis Vilaras.

## Baraquements abandonnés

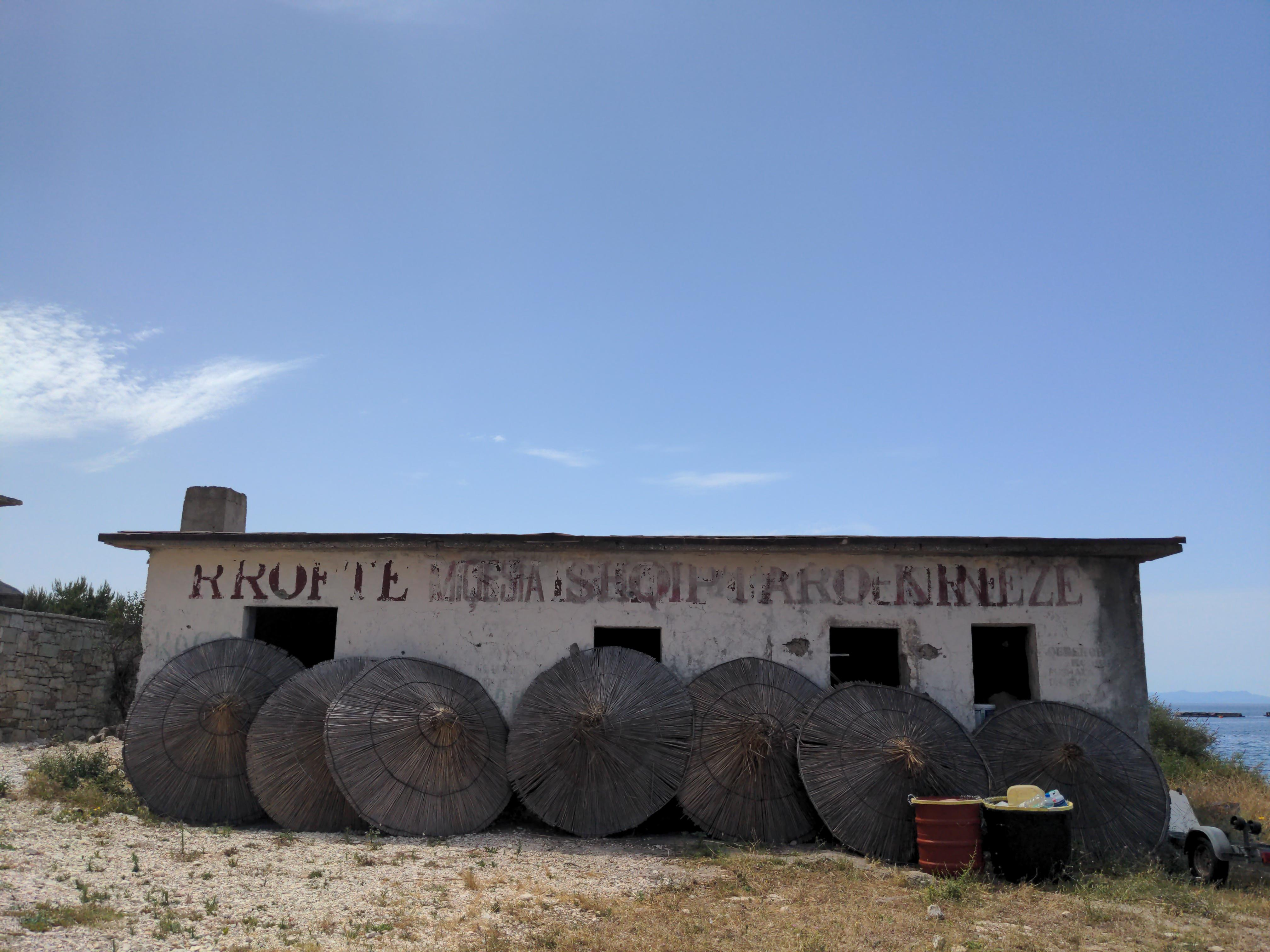
Bâtiment abandonné à Porto Palermo, contenant un ancien message socialiste "Vive l'amitié albano-chinoise" (RROFTE MIQESIA SHQIPTARO-KINEZE).
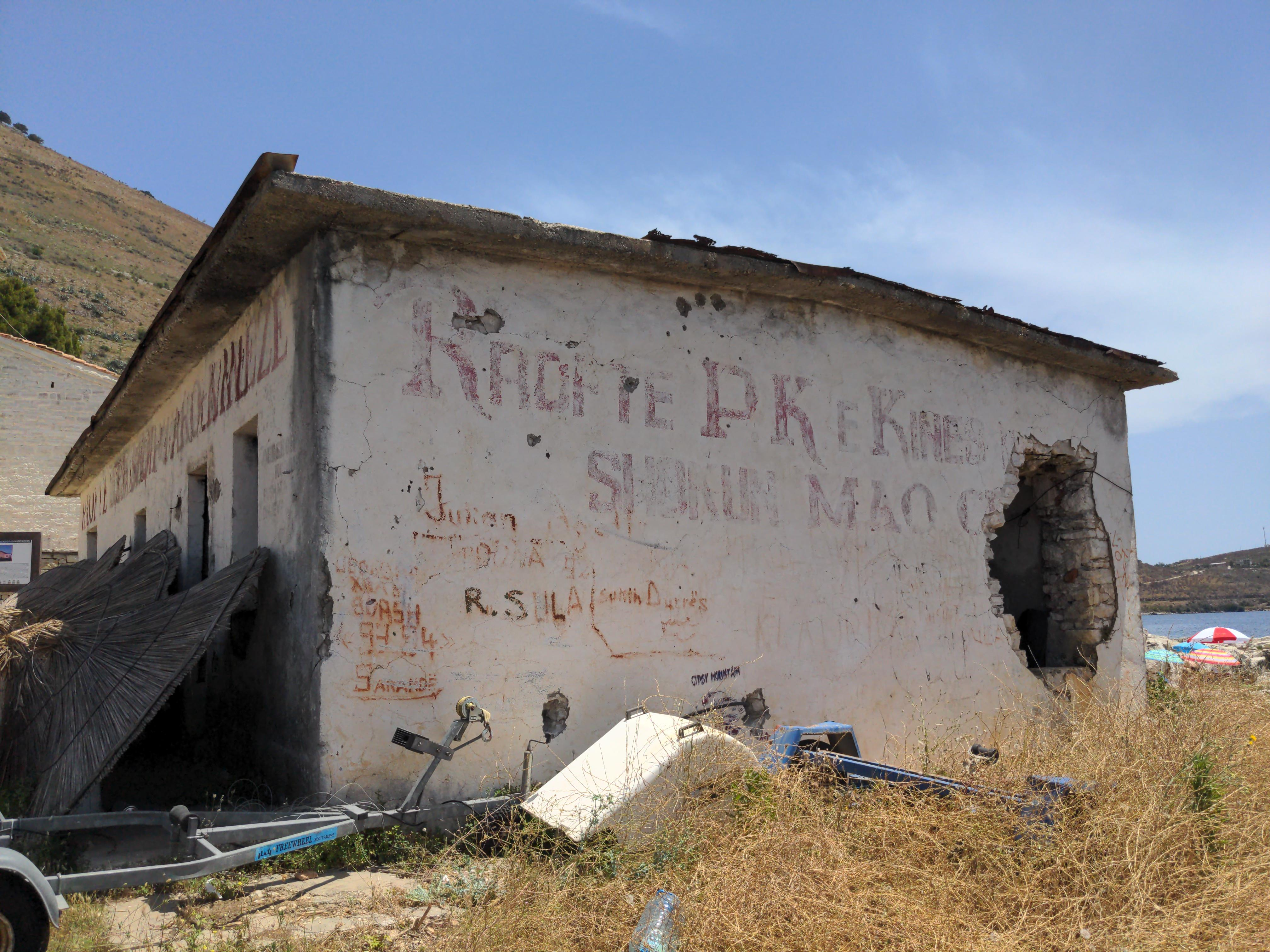
Bâtiment abandonné à Porto Palermo (côté) avec un message socialiste disant "Vive le Parti communiste chinois et le camarade Mao Zedong" (RROFTE PK E KINES DHE SHOKUN MAO CE DUN)
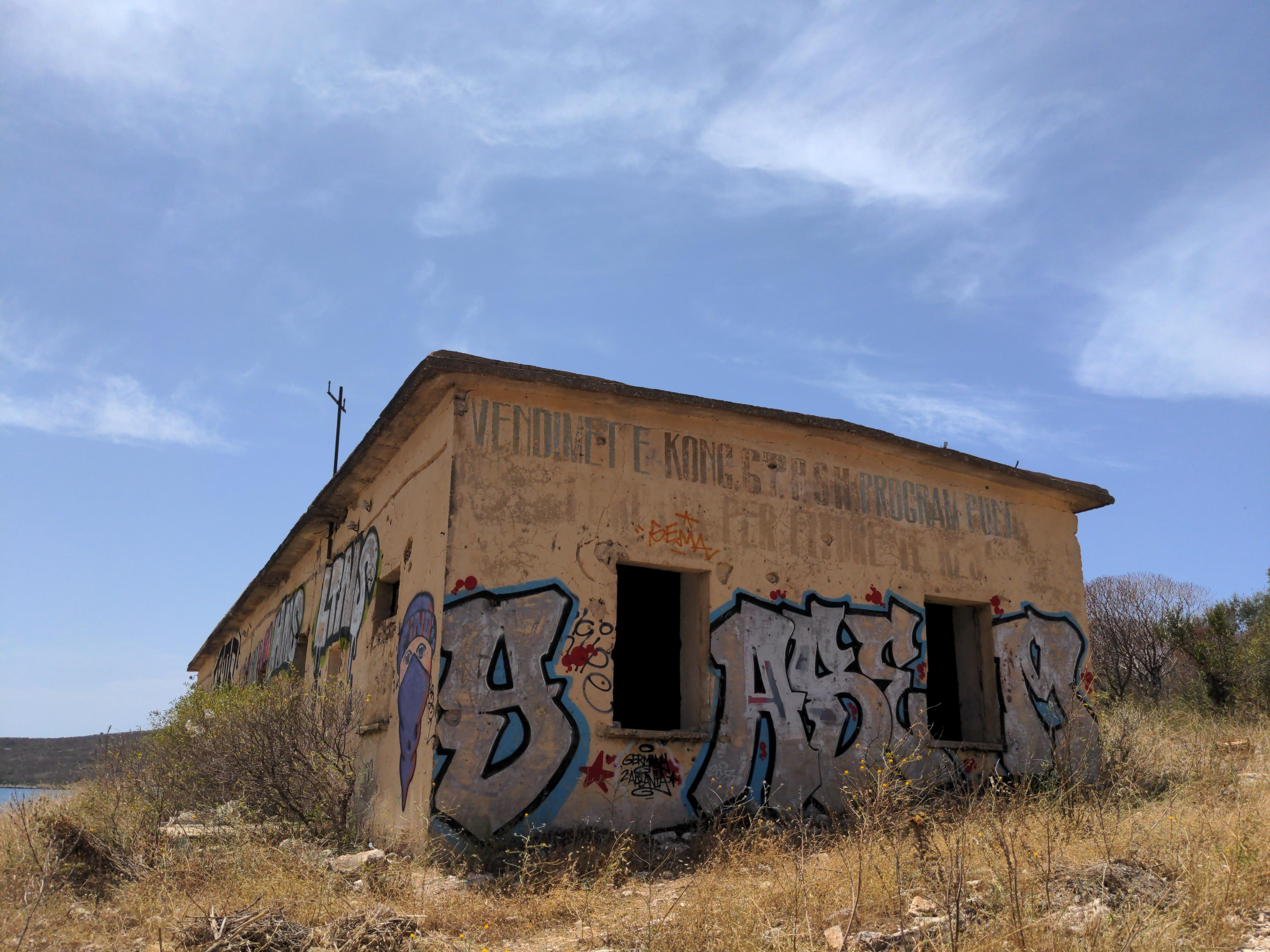
Bâtiment abandonné à Porto Palermo, contient un ancien message socialiste "LES DÉCISIONS DU 6ème Congrès du PROGRAMME DE TRAVAIL PLA (...)" (VENDIMET E KONG. 6te PPSH PROGRAM PUNE (...))

## Voir également
- Liste des châteaux d'Albanie
- Géographie de l'Albanie
- Château d'Ali Pacha